# Вить (приток Десны)
Вить (укр. Віть) — левый приток Десны, протекающий по Новгород-Северскому (Черниговская область, Украина) и Шосткинскому районам (Сумская область, Украина); один из многочисленных рукавов Десны, образованный вследствие русловых процессов: русловая многорукавность.

## География
Длина — 24 км. Русло реки (отметки уреза воды) в устье (южнее села Чулатов) находится на высоте 120,5 м над уровнем моря. Скорость течения — 0,2.
Русло сильно-извилистое, западнее села Остроушки — шириной 105 м и глубиной 8 м (нижнее течение — южнее села Погребки соответственно 115 и 3,2), с множеством поворотов и заливов. В верхнем течении имеет множество рукавов (от истока Десны и их вытекания с основного русла: Анжинка, Линовка, Прыжок, Серковка). На реке есть озёра (Нитиша, Ивное). Русло сообщается водотоками с множеством озёр (Великое Горло; группа озёр Спольное, Вихоль и Вовчас).
Река берёт начало, ответвляясь от основного русла Десны, где верхний рукав (Анжинка) расположен юго-восточнее села Леньков (Новгород-Северский район). Река течёт на юго-восток, в среднем и нижнем (кроме приустьевого участка) течении служит административной границей; в приустьевом участке делает поворот и течет на север. Впадает в Десну (на 556-м км от её устья) севернее села Очкино (Середино-Будский район).
Пойма занята заболоченными участками с лугами, частично левый берег в среднем течении — лесами (урочище Очкинская Дача, доминирование сосны).
Притоки:
1. Свирж л
2. Ивотка л

Населённые пункты на реке:
Шосткинский район
1. Остроушки
2. Погребки[2]